# Antoni Roca i Dencàs
Antoni Roca i Dencàs (Gironella, 24 de novembre de 1806 - Sabadell, 26 de setembre de 1889) fou un industrial tèxtil, polític i banquer català.
Per l'abril de 1857, Antoni Roca va ser nomenat alcalde de Sabadell, càrrec que va exercir més de dos anys, fins al novembre de 1859. El seu mandat coincidí amb la instauració de la Caixa d'Estalvis de Sabadell, de la qual fou director. Va ser també un dels fundadors del Banc de Sabadell i del Cercle Sabadellès, entitat que presidí el 1858.